# Valea Scheiului, Vâlcea
Valea Scheiului este un sat în comuna Dănicei din județul Vâlcea, Muntenia, România.

## Vezi și
- Biserica de lemn din Valea Scheiului

 Acest articol despre o localitate din județul Vâlcea este deocamdată un ciot. Puteți ajuta Wikipedia prin completarea lui.